# Francesco Carboni (linguista)
Francesco Carboni (Bonnanaro, 12 marzo 1746 – Bessude, 22 aprile 1817) è stato un linguista, traduttore e scrittore italiano.

## Biografia
Dopo aver frequentato le scuole gesuitiche di Sassari, dimostrando precoci e brillanti capacità nello studio della lingua e letteratura latina, nel 1763 entrò nella Compagnia di Gesù. Assunto come insegnante nelle scuole della Compagnia, fu prima professore di latino nelle scuole di Sassari e poi insegnò letteratura latina a Cagliari.
Nel 1773, mentre si trovava a Sassari per seguire un corso di filosofia, papa Clemente XIV con il breve Dominus ac Redemptor del 21 luglio, soppresse la Compagnia di Gesù. Dopo essersi dedicato, per un certo periodo, agli studi giuridici, Carboni prese la decisione di entrare nel clero secolare, ed intensificò i suoi prediletti studi letterari. 
Insegnò grammatica ad Alghero e a Cagliari e, per volere di Vittorio Amedeo III, re di Sardegna, nel 1778 assunse la cattedra di eloquenza latina nella locale università. Accusato di nutrire simpatia per la Francia e di manifestare idee religiose eterodosse, volle recarsi personalmente a Torino per respingere i sospetti. Pienamente prosciolto, preferì non ritornare nell'Isola ed intrecciò rapporti con gli ambienti letterari conservatori, arcadici e classicisti, del tempo. In questo periodo, che coincise con l'apice della sua fama, corrispose con letterati e uomini di cultura quali lo scrittore e poeta veneto Giovanni Battista Roberti, lo storico ed erudito toscano Angelo Fabroni, il veneto abate Clemente Sibiliato, autore di opere di erudizione e retorica, il piemontese Giuseppe Vernazza barone di Freney, paleografo e latinista, il letterato veneto abate Melchiorre Cesarotti, professore di lettere ebraiche e greche all'Università di Padova.
Annoverato tra gli arcadi, ormai anziano, preferì tornare nella natia Sardegna e qui morì, a 73 anni, in un piccolo comune dell'attuale provincia di Sassari, Bessude, nell'antica regione del Meilogu, non lontano dal natio paese Bonnanaro.

## Opere
- De Sardoa intemperie, Cagliari, 1772; Sassari, 1774.
- Carmina ad ss. Eucharistiam, Cagliari, 1781.
- S. Doctoris Thomae Aquinatis Rythmus in ss. Eucharistiam XII endecasillabo carmine conscriptis poematiis expressus, Cagliari, 1781.
- De extrema Christi coena, Cagliari, 1784.
- De corde Iesu, Cagliari, 1784.
- Selectiora Francisci Carbonii carmina nunc primum in unum collecta..., antologia dei suoi scritti, Cagliari, 1834.